# NGC 3205
NGC 3205 је галаксија у сазвежђу Велики медвед која се налази на NGC листи објеката дубоког неба.
Деклинација објекта је + 42° 58' 18" а ректасцензија 10h 20m 50,0s. Привидна величина (магнитуда) објекта NGC 3205 износи 13,2 а фотографска магнитуда 14,2. NGC 3205 је још познат и под ознакама UGC 5585, MCG 7-21-42, CGCG 211-46, PGC 30254.